# 일랴베르데

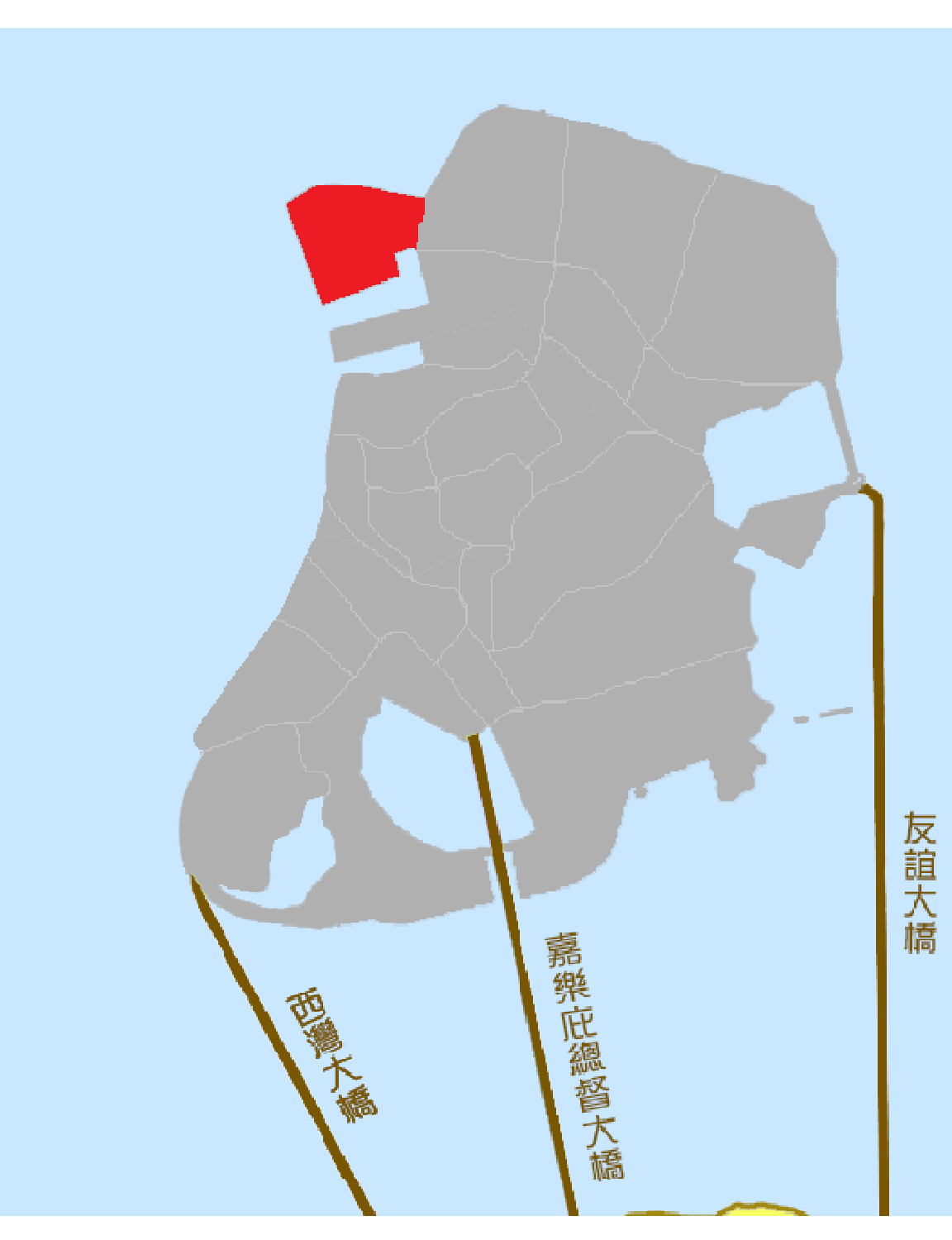
일랴베르데(칭자우, 칭저우)의 위치

일랴베르데(포르투갈어: Ilha Verde, lit. '녹색 섬')는 마카오 마카오반도의 노사세뇨라드파티마 당구를 구성하는 서북부 지역으로 칭자우나 칭저우(중국어: 青洲, 한어 병음: Qīngzhōu, 월병: Cing1-zau1)로도 불린다. 섬이었으나 1895년 마카오반도에 연결된 이후 간척을 거치며 반도의 일부가 되었다.

## 같이 보기
- 마카오의 지리